# Aerolíneas Mas
Aerolíneas Mas – dominikańska czarterowa linia lotnicza z siedzibą w Santo Domingo.

## Flota
- 1 BAe Jetstream 31
- 3 BAe Jetstream 32
- 1 Cessna 206